# Marianna Sastin
Marianna Sastin (ur. 10 lipca 1983 w Mosonmagyaróvárze) – węgierska zapaśniczka startująca w stylu wolnym, mistrzyni świata, wicemistrzyni Europy.
Czterokrotna olimpijka. Jedenasta w Londynie 2012 (kategoria 63 kg); piętnasta w Pekinie 2008, siedemnasta w Rio de Janeiro 2016 (kategoria 63 kg) i trzynasta w Tokio 2020 (kategoria 62 kg).
Startuje w kategorii wagowej do 59 kg. Złota medalistka mistrzostw świata z Budapesztu. Wielokrotna medalistka mistrzostw świata i Europy, 9-krotna mistrzyni Węgier (1999 - 2010). Dwukrotna uczestniczka igrzysk olimpijskich (2008, 2012). Triumfatorka igrzysk europejskich w 2015. Siódma w Pucharze Świata w 2014 roku.
Piętnastokrotna mistrzyni Węgier w latach: 1999, 2001, 2002, 2005 - 2010, 2012 - 2017.